# Phil Takahashi
Philip Masato „Phil” Takahashi (ur. 12 czerwca 1957; zm. 15 czerwca 2020) – kanadyjski judoka. Dwukrotny olimpijczyk. Zajął osiemnaste miejsce w Los Angeles 1984 i dwudzieste w Seulu 1988. Walczył w wadze ekstralekkiej.
Brązowy medalista mistrzostw świata w 1981; uczestnik zawodów w 1979, 1983, 1985. Brązowy medalista igrzysk panamerykańskich w 1979 i 1983. Triumfator mistrzostw panamerykańskich w 1980 i 1982. Trzeci na Igrzyskach Wspólnoty Narodów w 1986 i na akademickich MŚ w 1982. Ośmiokrotny mistrz Kanady w latach 1977-1988.
Brat zapaśnika i olimpijczyka Raya Takahashiego.

## Letnie Igrzyska Olimpijskie 1984
| Konkurencja | Eliminacje             | Klas. końcowa |
| Konkurencja | Przeciwnik I           | Miejsce       |
| ----------- | ---------------------- | ------------- |
| 60 kg       | Luiz Shinohara (BRA) P | 18.           |

## Letnie Igrzyska Olimpijskie 1988
| Konkurencja | Eliminacje       | Klas. końcowa |
| Konkurencja | Przeciwnik I     | Miejsce       |
| ----------- | ---------------- | ------------- |
| 60 kg       | Ali Idir (ALG) P | 20.           |